# Chiesa di San Pietro Apostolo (Minturno)
La collegiata di San Pietro Apostolo, già cattedrale della diocesi di Minturno dal VI al IX secolo, è il principale luogo di culto della città di Minturno, nel Lazio, sede dell'omonima parrocchia affidata al clero diocesano.

## Storia
La chiesa di San Pietro venne edificata per volontà di papa Leone III intorno al IX secolo ampliando una precedente struttura, probabilmente del IV-V secolo. La chiesa fu poi nuovamente riedificata nel XII secolo ed ha subito rimaneggiamenti nel corso dei secoli XVI e XVIII, nel corso dei quali, pur mantenendo la sua conformazione medioevale, venne arricchita per lo più internamente con decorazioni barocche.
La chiesa è stata cattedrale per la diocesi di Minturno, già unita alla sede di Formia nel 590 e poi nuovamente sede vescovile tra la metà del I secolo e il 999. La sede di Minturno fu infine unita all'arcidiocesi di Gaeta.

## Descrizione

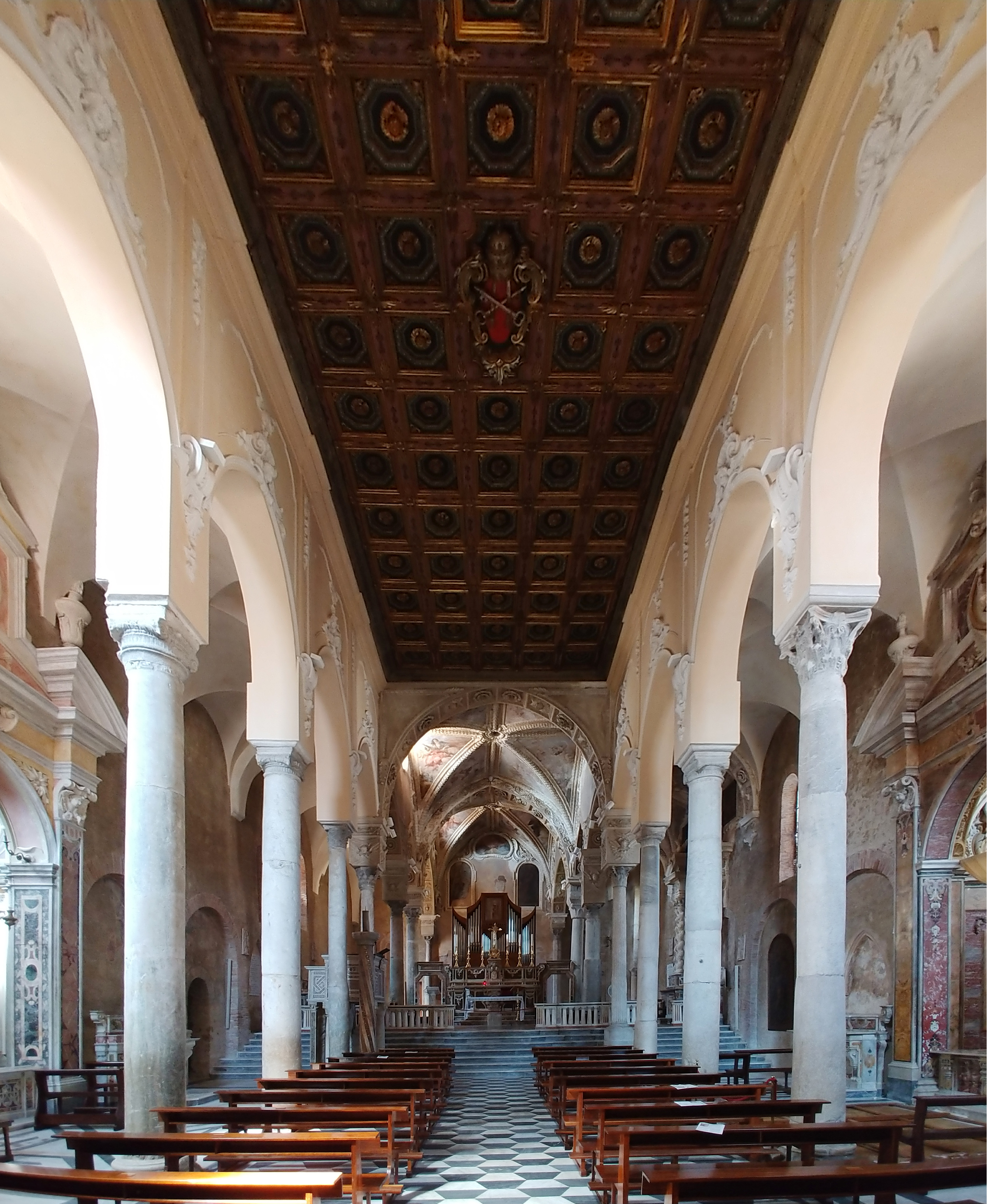
Interno

La facciata della collegiata di San Pietro, rivolta ad ovest, è a capanna ed è preceduta da un portico a cinque arcate, delle quali le quattro laterali leggermente ogivali e quella centrale, di sezione minore, a tutto sesto. Quest'ultima è sormontata dalla torre campanaria che si articola in tre ordini, ciascuno dei quali si apre verso l'esterno con una bifora per lato sorretta al centro da una colonnina marmorea.
Internamente, la chiesa presenta una struttura basilicale a tre navate, di impianto medioevale, senza transetto, terminante con una parete piatta. Le navate sono separate da otto archi a sesto acuto (cinque nel piedicroce, tre nel coro) poggianti su colonne di spoglio e decorati con stuccature barocche; mentre le laterali sono coperte con volta a crociera, quella centrale presenta un soffitto a cassettoni ligneo intagliato del 1851. A metà delle navatelle, due cappelle laterali barocche decorate con stucchi e marmi intarsiati, ciascuna delle quali presenta una cupoletta; quella di destra, già del Santissimo Sacramento, ospita una tela raffigurante l'Ultima Cena di Andrea Sabatini da Salerno. Tra le opere presenti nella collegiata, vi sono il pregevole pulpito e, accanto ad esso, il candelabro del cero pasquale con decorazioni musive (1264), attribuito a Peregrino da Sessa. Il pergamo è frutto di una ricomposizione del 1618 di un manufatto più antico del quale conserva le singole parti, risalente alla fine del XIII secolo e ispirato al perduto ambone della cattedrale di Gaeta; esso è accessibile direttamente dal presbiterio tramite una scaletta con due bassorilievi raffiguranti Giona e il pistrice, e presenta sul parapetto decorazioni in mosaico in stile cosmatesco. Il coro è concepito come prosecuzione dell'aula e si compone di due campate nella navata maggiore e tre nelle minori, con volte a crociera. Alle spalle dell'altare maggiore barocco in marmi policromi, un affresco del XIII secolo raffigurante la Virgo lactans, incastonato nel corpo di canne dell'organo Consoli (2008). Nella chiesa è venerata la statua della Madonna delle Grazie (1825), dal 1850 patrona di Minturno, incoronata nel 2008 dall'arcivescovo di Gaeta Fabio Bernardo D'Onorio.
Alle spalle della parete di fondo del coro vi è la trecentesca chiesa della congrega del Rosario, anch'essa a tre navate, con un ciclo di nove dipinti di XVIII secolo con Scene della vita di san Filippo Neri. Al di sotto di essa, la cripta costituita da un ambiente centrale ai lati del quale si sviluppano diverse stanze quadrangolari che in origine erano adibite a celle funerarie.